# Roland Kreid
Roland Kreid (Langensteinbach, 1953) is een Duitse componist, arrangeur en trompettist.

## Levensloop
Kreid was al vroeg in het plaatselijke harmonieorkest trompettist. Vanaf 1974 werd hij lid van de militaire muziekdienst (Ausbildungsmusikkorps) van het Duitse leger (Bundeswehr) en studeerde bij Prof. Zeyer. In 1975 werd hij trompettist en basgitarist bij de militaire muziekkapel der landmacht nr. 9 (Heeresmusikkorps 9) in Stuttgart. Sinds 1983 veranderde hij zich tot het militaire muziekkorps van de luchtmacht nr. 2 (Luftwaffenmusikkorps 2) in Karlsruhe. Daarnaast is hij als arrangeur en componist voor werken voor harmonieorkest werkzaam voor verschillende muziekuitgeverijen. In 1990 richtte hij een eigen muziekuitgeverij op, die in 1998 fusioneerde met een andere grotere muziekuitgeverij. Sindsdien heeft hij weer meer tijd voor het componeren en bewerken.

## Composities
- 1983 City Melodie, voor trompet en harmonieorkest
- 1986 Doctor Drive
- 1986 Happy Bavaria
- 1986 Opening
- 1986 Swinging Südwest
- 1990 Band Connection
- 1990 City Treff
- 1990 Gospel for Brass
- 1990 In Vino Veritas
- 1990 Karlsbader Erinnerungen, wals
- 1990 Musik im Blut, polka
- 1990 Phoenix Fanfare
- 1990 Toplines, samba voor 3 dwarsfluiten en harmonieorkest
- 1990 Trombone Samba, voor 4 trombones en harmonieorkest
- 1991 Swing Lessons
- 1992 Stets präsent, mars
- 1992 Swingin' Horns, duet voor 2 bugels en harmonieorkest
- 1993 Big Horn Blues, voor baritonsaxofoon en harmonieorkest
- 1994 Don't Beat Back
- 1994 Four Trumpet Samba, voor 4 trompetten en harmonieorkest
- 1994 Gu Gack
- 1996 Gruß vom Thuner See, voor alpenhoorn en harmonieorkest
- 1996 Karlsbader Festmarsch
- 1996 Lob und Dank
- 1996 Twin Brothers, voor 4 hoorns, 5 saxofoons en harmonieorkest

- 1996 Velvet Players, voor 3 bugels en harmonieorkest
- 1996 Weißherbst-Polka
- 1997 Zauber der Heimat, wals
- 1998 Euradetzky
- 1998 Jazz-Rock-Suite Nr. 1
  1. Straight Rock
  2. Slow Ballad
  3. Blues Shuffle
- 2002 Fanfare in Gold
- 2002 Hora Brillante, voor eufonium en harmonieorkest
- 2002 Welcome Friends
- 2003 Task Force
- 2004 Alphorn-Express, voor alpenhoorn en harmonieorkest
- 2007 Jogging Boogie
- 2008 Samba Feeling
- 2011 Funky Circle
- 2011 Samba Fun
- 2011 Trompeta español, voor trompet en harmonieorkest
- 2013 African joy of life
- Am Wasserfall, polka
- Aus Mähren und Böhmen, selectie
- Beim Besenwirt, polka
- Ballade für Flügelhorn, voor bugel en harmonieorkest

- Bugle Bossa, voor bugel en harmonieorkest
- Doppelhornpolka, voor bugel, hoorn en harmonieorkest
- Fidelitas, mars
- Fillin' Drums, voor slagwerk en harmonieorkest
- Gospel alive Medley
- Gruß aus Lauffen
- Jubilee March
- Johnny Small - Variaties over een kinderlied
- Joschi spiel auf, polka
- Latin Party
- Mährische Heimat, polka
- Ready for take off
- Remstäler Kirbe, walsenselectie
- Rock for Kids
- Russian Cocktail
- Samba for Kids
- Serenade in Pop
- Sky Patrol, mars
- Stammtisch-Polka
- Startschuß
- Swingin' Badnerland
- Team Spirit
- Trumpet Blues and Cantabile
- Wie daheim, polka
- Wir starten, concertmars